# Alfred Prezewowsky

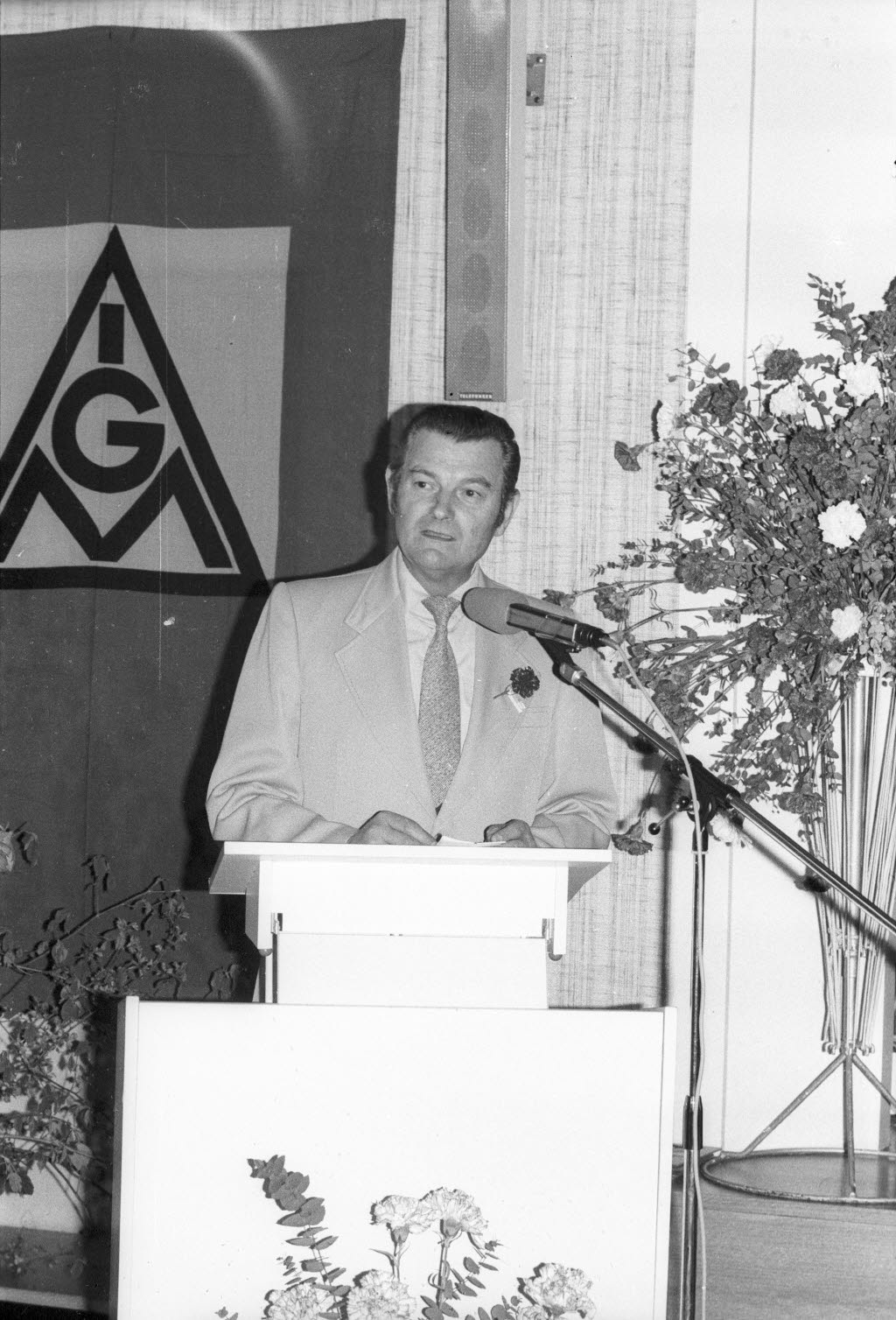
Alfred Prezewowsky als Sprecher auf der Maikundgebung der IG Metall im Kieler Gewerkschaftshaus (1981)

Alfred Prezewowsky (* 24. November 1931 in Falkenau, Landkreis Grottkau, Oberschlesien; † 17. Juni 1999) war ein deutscher Gewerkschafter und Politiker (SPD).

## Leben
Prezewowsky absolvierte eine Lehre als Kraftfahrzeugmechaniker und war als Schlosser und Schweißer tätig. 1957 trat er in die SPD ein. Er bildete sich in gewerkschaftlichen Einrichtungen weiter und war bis 1972 Betriebsratsvorsitzender. 1972 wurde er Geschäftsführer der Verwaltungsstelle Kiel der IG Metall, 1976 wurde er 1. Bevollmächtigter. 1967 wurde er im Landtagswahlkreis Kiel-Nord in den Landtag Schleswig-Holsteins gewählt. Ein Direktmandat errang Prezewowsky auch bei den Wahlen 1971 und 1975 im Landtagswahlkreis Kiel-West. 1979 zog er über die SPD-Landesliste in den Landtag ein. Er war unter anderem Mitglied des Ausschusses für Arbeit und Aufbau, des Wirtschaftsausschusses, des Sozialausschusses und des Untersuchungsausschusses Frauenklinik. 1983 schied er aus dem Landtag aus.
Er war unter anderem Landesvorsitzender der Arbeitsgemeinschaft für Arbeit (AfA) in Schleswig-Holstein und Mitglied des AfA-Bundesvorstands.
Prezewowsky war verheiratet, hatte drei Kinder und lebte in Kiel.